# 양덕원터미널
양덕원터미널은 강원특별자치도 홍천군 남면 양덕원로 82에 있는 시외버스정류장이다.

## 운행 노선

### 시외버스
동서울 ~ 홍천 노선에만 운행하고 있다. 동서울 방향 중간 정류장으로 용두리, 단월, 광탄, 용문, 양평 등이 있다.

### 군내버스
- 홍천군의 농어촌버스
  - 4·5: 홍천 - 시동 (순환)
  - 60: 홍천 - 양덕원
  - 61·62: 홍천 - 시동
  - 63: 홍천 - 북노일
  - 70·72: 홍천 - 대명리조트
  - 71: 홍천 - 모곡
  - 200: 홍천 - 용문
  - 400: 홍천 - 횡성